# Associazione Calcio Siena 1965-1966
Questa voce raccoglie le informazioni riguardanti l'Associazione Calcio Siena nelle competizioni ufficiali della stagione 1965-1966.

## Rosa
| N. |                   | Ruolo | Calciatore             |
| -- | ----------------- | ----- | ---------------------- |
|    | Italia (bandiera) | D     | Pier Luigi Armellini   |
|    | Italia (bandiera) | C     | Corrado Barboni        |
|    | Italia (bandiera) | C     | Giuseppe Basilico      |
|    | Italia (bandiera) | P     | Enrico Bastiani        |
|    | Italia (bandiera) | A     | Guido Bona             |
|    | Italia (bandiera) | D     | Roberto Bottin         |
|    | Italia (bandiera) | C     | Alberto Camuffo        |
|    | Italia (bandiera) | C     | Giuseppe Castano       |
|    | Italia (bandiera) | A     | Manlio Compagno        |
|    | Italia (bandiera) | C     | Carmelo Favoino        |
|    | Italia (bandiera) | P     | Alessandro Fiorini (I) |

| N. |                   | Ruolo | Calciatore         |
| -- | ----------------- | ----- | ------------------ |
|    | Italia (bandiera) | D     | Roberto Galeotti   |
|    | Italia (bandiera) | C     | Antonio Mariotti   |
|    | Italia (bandiera) | C     | Luciano Mazzei     |
|    | Italia (bandiera) | D     | Alberto Missio     |
|    | Italia (bandiera) | D     | Antonio Monguzzi   |
|    | Italia (bandiera) | A     | Enrico Pagliari    |
|    | Italia (bandiera) | C     | Antonio Santopadre |
|    | Italia (bandiera) | A     | Pier Franco Toschi |
|    | Italia (bandiera) | A     | Renzo Vit          |
|    | Italia (bandiera) | A     | Dieter Weis        |